# متحف طهران للفن الحديث

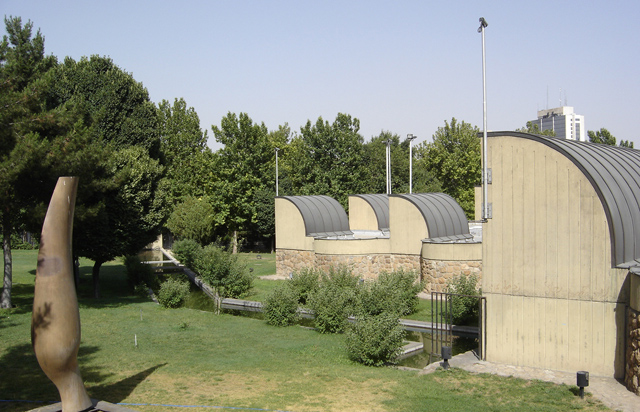

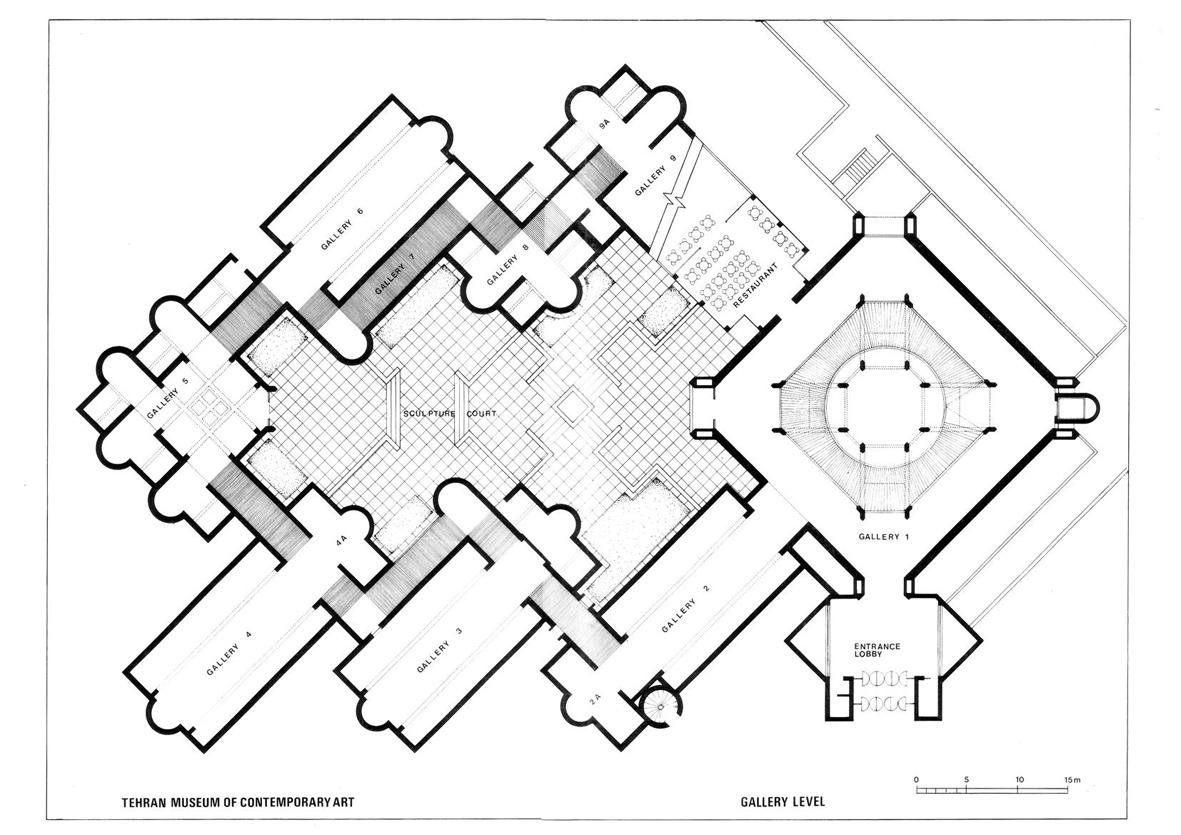
خريطة مبنى المتحف

متحف طهران للفن الحديث يعتبر من أرقى وأهم المتاحف الإيرانية ويقع في العاصمة إيران.
تم تأسيس المتحف عام 1977 م وتم تصميمه من قبل المهندس المعماري الإيراني كامران ديبا و يعتبر المتحف كأكثر متحف يضم أهم مجموعة من التحف والأعمال الفنية الغربية الحديثة القيمة خارج أوروبا وأمريكا الشمالية.
يضم المتحف أعمالاً مهمة لعدد من الأسماء المهمة ومنها:
- كلود مونيه
- كاميل بيساررو
- فان غوخ
- جايمس نوسر
- إدوارد فويلارد
- جولس باسكن
- أندريه دارين
- لويس فالتات
- جورجس لاوت
- فيرنارد ليجير
- بابلو بيكاسو
- ألبيرتو جياكوميتي
- ماكس إرنست
- رينيه ماجريت
- جورج كروز
- دييجو ريفيرا
- جاسبر جونز
- آندي وورهول
- جيم داين
- بيتير فيليبس
- فريتز وينتر
- جون ميرو
- ويليام تيرنبل
- ريتشارد هاميلتون
- إدغار ديجاس
- فرانتيسك كوبكا
- ماكس باكمان
- جيمس ويستلر
- إدوارد هوبر

## وصلات خارجية
- متحف طهران للفن الحديث